# Bolbitis appendiculata
Bolbitis appendiculata là một loài thực vật có mạch trong họ Lomariopsidaceae. Loài này được (Willd.) K. Iwats. mô tả khoa học đầu tiên năm 1959.